# Systeem Kleerkast
 Systeem Kleerkast  is een verhaal uit de Belgische stripreeks Piet Pienter en Bert Bibber van Pom.
Het verhaal verscheen als nummer 41 in de reeks bij De Vlijt.

## Personages
- Susan
- Piet Pienter
- Bert Bibber
- Professor Eusebius Snuffel
- J.B. Blinkstein
- J.R. Chewing

## Albumversies
Systeem Kleerkast verscheen in 1986 als album 41 bij uitgeverij De Vlijt. In 1995 gaf uitgeverij De Standaard het album opnieuw uit. Uitgeverij 't Mannekesblad deed hetzelfde in 2009.